# Dímelo al revés
Dímelo al revés es una canción interpretada por la cantante y compositora mexicana Gloria Trevi, lanzada por la discográfica Universal Music Latino el 3 de junio de 2016 a plataformas digitales. Este sencillo se lanzó de manera independiente, es decir sin un álbum (aunque en un principio sería una canción inédita para su album en vivo cancelado llamado Inmortal). Más tarde se lanzó una versión remix de la canción con el dúo reguetonero colombiano Cali y el Dandee.

## Vídeo musical
Se publicó en su canal VEVO en YouTube el mismo día de lanzamiento. Fue dirigido por Pablo Croce y se muestra a la cantante en diferentes escenarios como una mansión y en un túnel, mientras canta y baila la canción.

## Tracklist

### Descarga digital[7]
- "Dímelo al revés" - 3:13

### Descarga digital (Cali & El Dandee remix)[8]
- "Dímelo al revés (Remix) [feat. Cali & El Dandee]" - 3:34